# Áll a gyötrött Istenanyja
Az Áll a gyötrött Istenanyja nagybőjti ének. Dallama a Gimesi kéziratos énekgyűjteményből való, szövegét Sík Sándor fordította.
Az ének latin címe Stabat Mater Dolorosa. Eredetileg verses magánimádság volt egyes szám első személyben, 8+8+7 szótagú 3 soros versszakokban. A XIII. században keletkezett, szerzője vitatott. Sok zenei feldolgozása van.

## Kotta és dallam
Áll a gyötrött Istenanyja,

kín az arcát könnybe vonja,

úgy siratja szent fiát, szent fiát,

úgy siratja szent fiát, szent fiát.

## Felvételek
- Áll a gyötrött Istenanya - God's tormented Mother is standing. Szvorák Katalin  YouTube (Hozzáférés: 2017. január 30.) (audió)
- Áll a gyötrött Isten anyja. Hittansuli (Hozzáférés: 2017. január 30.) (audió) arch
- Áll a gyötrött isten anyja. YouTube (2014. szeptember 18.)  (Hozzáférés: 2017. január 30.) (audió, képsorozat, szöveg)